# Liste der Bodendenkmäler in Pleß
Auf dieser Seite sind die Bodendenkmäler in der schwäbischen Gemeinde Pleß zusammengestellt. Diese Tabelle ist eine Teilliste der Liste der Bodendenkmäler in Bayern. Grundlage ist die Bayerische Denkmalliste, die auf Basis des Bayerischen Denkmalschutzgesetzes vom 1. Oktober 1973 erstmals erstellt wurde und seither durch das Bayerische Landesamt für Denkmalpflege geführt wird. Die folgenden Angaben ersetzen nicht die rechtsverbindliche Auskunft der Denkmalschutzbehörde.

## Bodendenkmäler der Gemeinde Pleß

### Bodendenkmäler in der Gemarkung Pleß
| Lage            | Objekt | Akten-Nr.     | Bild |
| --------------- | --- | ------------- | ---- |
| Pleß (Standort) | Mittelalterliche und frühneuzeitliche Befunde im Bereich der Katholischen Pfarrkirche St. Gordian und Epimachus in Pleß. Siehe auch: St. Gordian und Epimachus (Pleß) | D-7-7926-0032 |      |
| Pleß (Standort) | Frühneuzeitliche Befunde im Bereich der Katholischen Wallfahrtskapelle zum Heiligen Kreuz in Pleß. Siehe auch: Zum Heiligen Kreuz (Pleß)                              | D-7-7926-0034 |      |